# E.S.E.
E.S.E. (Easy Serving Espresso) — технология приготовления кофе эспрессо с использованием порционных одноразовых пакетов — чалд. Технология была изобретена и запатентована итальянской компанией Illycaffe в начале 1989 года (после появления в 1986 году системы кофе в капсулах Nespresso от Nestle).
Технология значительно упрощает и стандартизирует процесс приготовления настоящего эспрессо за счет фабричного изготовления чалд.
Для увеличения рыночной доли технология была открыта для любых производителей кофемашин. Для производства кофеварок, совместимых с ESE, требуется на безвозмездной основе получить патент и пройти проверку на соответствие отраслевым стандартам. При этом за качеством изготовления оборудования и готового продукта (чалд) следят независимые эксперты, в том числе с проведением дегустаций.
Для приготовления кофе из чалд используются специальные кофемашины и кофеварки, некоторые из них работают только с пакетами E.S.E, другие являются оборудованием комбинированного типа, которое позволяет приготовить эспрессо также из зерна или молотого кофе.
Наиболее известными мировыми производителями E.S.E.-оборудования являются Illycaffe, Spinel, Francis Francis.